# 腺毛短星菊
腺毛短星菊（学名：Brachyactis pubescens）是菊科短星菊属的植物。分布在印度、阿富汗、巴基斯坦以及中国大陆的西藏等地，生长于海拔5,127米的地区，常生于山坡，目前尚未由人工引种栽培。